# Повзнер, Александр Львович
Алекса́ндр Льво́вич По́взнер (21 июня 1976, Москва) — российский художник и скульптор.

## Биография
Родился 21 июня 1976 года в Москве в семье художников, сын скульптора Валерии Доброхотовой и художника Льва Повзнера.
C 1993 по 1997 учился в Российской академии живописи, ваяния и зодчества (факультет скульптуры). В 1999 году окончил МГХИ им. Сурикова, факультет скульптуры. В 2009 году окончил Институт проблем современного искусства.
В 2017, 2018 годах вошел в Российский инвестиционный художественный рейтинг 49ART, представляющий выдающихся современных художников в возрасте до 50 лет.

## Персональные выставки
- 2020 — «Кусство». XL Галерея, Москва[3].
- 2017 — «Гости», Парк Горького, Москва
- 2016 — «Дураки», Музей Вадима Сидура, Москва
- 2016 — «Только бумага», выставка графики, выставочный зал «Пересветов переулок», Москва
- 2015 — «Отчёт о проделанной работе». Галерея XL, Москва.[4][5]
- 2014 — «Брутто 2». Воронежский центр современного искусства, Воронеж.[6][7]
- 2014 — «ZDES V ETOM DOME V 2014 GODU ZHIL I RABOTAL HUDOZHNIK ALEXANDER POVZNER». Büro für kulturelle Übersetzungen Архивная копия от 1 августа 2015 на Wayback Machine, Лейпциг.[8]
- 2013 — «Пошел в магазин, буду через 5 минут». Галерея XL, Москва.
- 2012 — «Брутто». Галерея XL, Москва.[9]
- 2011 — «Работы». ЦТИ «Фабрика», Москва.[10][11]
- 2009 — «Present perfect». Зал «Армянский 13», Москва.[12]

## Групповые выставки
2017
- Cosmoscow ярамарка современного искусства, стенды галереи XL и галереи Shaltai Editions Архивная копия от 19 октября 2017 на Wayback Machine, Москва
- Простые чувства, ГЦСИ Арсенал, Нижний Новгород
- Триеннале российского современного искусства, Музей современного искусства Гараж, Москва
- The Next Conversation, галерея ABTART, Штутгард, Германия

2016
- Выпить-Закусить, галерея Too Much, Центральный Дом Архитектора, Москва
- Плей-Граунд, галерея Граунд-Песчанная, Москва
- Small size, галерея XL, Москва
- Cosmoscow ярамарка современного искусства, Москва
- Корень нового, Ботанический сад МГУ Аптекарский огород, Москва
- Взаимодействие: взгляд современных художников на коллекцию ММОМА, Московский музей современного искусства, Москва
- Приматы, Государственный Дарвиновский музей, Москва
- Альтернативные теории эволюции, Государственный Дарвиновский музей, Москва
- little resistance, little pathology, Tapir Kunstraum, Berlin
- Из-под земли, музей Сидура, Москва

2015
- «Нет времени», в рамках программы специальных проектов 6-й Московской биеннале современного искусства (куратор — Владимир Логутов. Винзавод, Москва
- Международная ярмарка современного искусства COSMOSCOW. Гостиный двор, Москва
- «В рамках идентичности». В рамках 9-го международного художественного симпозиума «Аланика». Владикавказ.
- «Мысли вслух». Зверевский центр современного искусства, Москва.
- «Парадный портрет». Студия 50А, Москва.

2014
- COSMOSCOW, ярмарка современного искусства. ЦВЗ «Манеж», Москва.
- «Если бы…». Дивногорье, Воронежская область.
- «Москва. Барокко. 2014». Галерея Триумф, Москва.
- «Не Музей», в рамках параллельной программы Манифеста 10. Санкт-Петербург
- «Детектив». Московский музей современного искусства, Москва.
- «Time travel», LIA, Leipzig International Art Programme. Лейпциг, Германия
- «Тень сомнения», ЦСИ «Гараж», Москва

2013
- «Три дня в октябре», специальный проект 5-й Московской биеннале современного искусства.Историко-мемориальный музей «Пресня», Москва.[13]
- «Музей современного искусства: Департамент труда и занятости», (выставка в рамках 5-й Московской биеннале современного искусства). Государственная Третьяковская галерея, Москва. 2015 — выставка в рамках спецпрограммы 3-й Уральской индустриальной биеннале современного искусства. Уральский филиал Государственного центра современного искусства, Екатеринбург
- «Ленин: Ледокол», специальный проект 5-й Московской биеннале современного искусства и проект Австрийского культурного сезона в России 2013/14. Музей современного искусства «Lentos», Линц, Австрия, Арктический выставочный центр "Атомный ледокол «Ленин», Мурманск, D.E.V.E. Gallery Brugge-Moscow.
- «Невесомость / Weightlessness», специальный проект 5-й Московской биеннале современного искусства. Музей «Рабочий и колхозница», Москва
- «Бестиарий». Воронежский центр современного искусства, Воронеж.[14]
- фестиваль «TODAYS ART». Гаага, Нидерланды
- «ЗАВТРА ВОДЫ НЕ БУДЕТ > NO WATER TOMORROW». Московский музей современного искусства, Москва. (проект — номинант государственной премии «Инновация-2013»)

2012
- «Кажется, здесь чего-то не хватает». Галерея 21, Москва.[15][16]
- «Сталкер». ВНИИ МЕТМАШ, Москва
- «Контриллюзии». Галерея 21, Москва, ДК ЗИЛа, Москва
- «Шоссе Энтузиастов». Параллельная программа 13 Венецианская архитектурная биеннале, Casa dei Tre Oci, Джудекка, Венеция. Выставочный проектфонда «Виктория — искусство быть современным»
- «Школа свободы». Paperworks gallery, Москва.
- «Toasting to the Revolution». Family Business gallery, Нью-Йорк.
- «Я был здесь». Открытая галерея, Москва.

2011
- «Сontra mater». (специальный проект 4-й Московской биеннале современного искусства, куратор Егор Кошелев). Строгановское училище.[17]
- «Мы строим города», (специальный проект 4-й Московской биеннале современного искусства, куратор Наталья Самкова). Галерея Artpeople, Москва
- «Хорошие перспективы / Gute aussichten», (специальный проект 4-й Московской биеннале современного искусства, кураторы Петер Вайбель, Симон Мраз. Дом на набережной, Москва.[18][19]
- «Из области практического знания», (специальный проект 4-й Московской биеннале современного искусства, куратор Стас Шурипа). Галерея GMG, Москва
- «Пристальный взгляд меняет объект разглядывания», (специальный проект 4-й Московской биеннале современного искусства, куратор Наталья Тамручи). Открытая галерея, Москва
- «Из области практического знания». Галерея GMG.
- «Фантомные монументы». ЦСИ «Гараж», Москва
- «Живой музей перфоманса», кураторы Николай Алексеев, Илья Долгов, (проект — номинант государственной премии «Инновация-2010»), Воронежский центр современного искусства, Воронеж
- «Время, вперёд?». Выставка выпускников Института проблем современного искусства, Москва[20]

2010
- «Interpolare». Verein für Raum und Form in der bildenden Kunst, Вена[21]
- «Выставка». Проект artraum, Хохловский 7, Москва.
- «Редкие виды». ЦТИ "Фабрика, " Москва.
- «Интимный капитал», кураторский проект в рамках II Московской Международной биеннале молодого искусства «Стой! Кто идет?», зал «Армянский 13», Москва[22][23]

2009
- «Save as», выставка рисунков. Зал «Армянский 13»,Москва
- «Стол», квартирная выставка, Козицкий пер. 9, Москва
- Фестиваль лэнд-арта «Забота»[24], куратор Мария Чехонадских
- «Дальше деиствовать будем мы», куратор Арсений Жиляев[25]. Воронежский центр современного искусства, Воронеж. Проект — номинант государственной премии «Инновация-2009»
- Арт-ярмарка «Universam», Дом «Известия», Москва
- «Искусство после конца истории», дипломная выставка ИПСИ, ЦДХ на Крымском валу, Москва
- «Let me think». Красный октябрь, Москва. В рамках 3-й Московской биеннале современного искусства

2008
- Выставка в рамках I Московской биеннале молодого искусства «Стой! Кто идет?», зал «Армянский 13», Москва
- «Картина. Хорошо забытое старое», I Московская биеннале молодого искусства «Стой! Кто идет?», Государственная Третьяковская галерея на Крымском валу, Москва

2007
- «GeniusLoci». Типография «Оригинал», Москва
- «Война без особых причин». Зал «Армянский 13» , Москва